# Ayub Daud
Ayub Daud (arab írással  ايوب داؤود) (Mogadishu, 1990. február 24. –) szomáliai labdarúgó, jelenleg szabadon igazolható.

## Pályafutása
2009-ben került fel a Juventus felnőtt csapatába, ahol 2009. március 14-én debütált a Serie A-ban a Bologna csapata ellen. Ezután több alsóbb osztályú csapatban szerepelt, mint például a Serie B-ben vitézkedő Crotone. 2012-ben a svájci Chiassóba igazolt és végül innen került a Budapest Honvéd csapatába, ahol 2016-ig szerepelt. Szerződésének lejártával szabadon igazolhatóvá vált.

## Sikerei, díjai
Juventus FC:
- Serie A ezüstérmes: 2008–09